# Психея (гурт)
Психея — російська рок-група, що грає в жанрі альтернативного металу та пост-хардкору. Самі учасники колективу називають свій стиль «киберкор» або, після виходу останнього альбому — «сюрреалкор». Заснована в 1996 рік у місті Кургані. Гурт випустив 4 студійних альбоми, 3 концертні та 4 демоальбоми.
Гурт було засновано в Кургані Дмитром «Фео» Порубовим. В той же рік був випущений демоальбом «С.С.О.К.». Досягнувши певної популярності в Сибіру на Уралі завдяки участі в рок-фестивалях, в 2000 році група переїжджає в Санкт-Петербург.
Музичні критики називають гурт «„флагманом вітчизняної альтернативної сцени“», «„культовою“» групою, самобутність якої "«не залишає сумнівів у тому, з кого почалася „четверта хвиля рок-музики Росії“»".
«Психея» виступала разом з «Soulfly», «Rammstein», «П. Т. В.П» «Therapy» і ще кількома менш відомими командами"".
У 2012 році Психея організувала п'ятий Смерть-фест. У березні він пройшов у Санкт-Петербурзі. Також у Москві першого квітня З 2010 року сайд-проекти учасників групи (Anticrisis XXX Superstar Band 666, PRO24, Tantra DJ, KILL KILL KILL ALL DJS!, Feodoq та Bad Samurais) об'єднуються регулярними спільними виступами під загальною назвою ПСИХЕЯ SOUNDSYSTEM.
З (2001) року у Санкт-Петербурзі періодично проходять так звані «Ночі Вогню» — виступи здебільшого музикантів ПСИХЕЯ SOUNDSYSTEM, а також деяких андеґраундних артистів, як таких, що мають безпосереднє відношення до групи Психея (наприклад ДЖ Ж), так і інших. Таким чином можна вести мову про те, що навколо групи приблизно з 2010 року виникає окрема мистецька формація, що діє у напрямі «електронного андеґраунду».
Тяжіє до експериментальної музики та ще більш електронного звучання і сама Психея. Так, 2012 року в рамках святкування 16-річчя групи було підготовлено та презентовано ексклюзивну програму у стилі нойз під назвою «НОЖ». Дана подія викликала неоднозначну реакцію давніх фанатів групи.

## Склад

### Теперішні учасники
- Дмитро «Фео» Порубов — гітара, вокал
- Андрій «Az» Зирянов — вокал, речитатив, перкусія, семпл
- Андрій «Слєсарь» Оплетаєв — бас
- В'ячеслав «Славон» Галашин — ударні
- Євген «ДЖ Женя» Лур'є — скретчинг
- В'ячеслав Кочарин — гітара
- Ігор Ставних (1998–2007, 2011-теперішній час) — семпл, програмування.

### Колишні учасники
- Андрій Єфімов (1996–1998)
- Анатолій Качарин (1996–1998)
- Олексій Кинерейш (1997–2001)
- Олександр Яковлєв «Ворон» (2000–2008).

## Дискографія

### Студійні альбоми
- Герой поколения Бархат (2001)
- Каждую секунду пространства (2002)
- Психея (2004) RS Russia [8]
- ПесниТрущобНадеждыРазбитыхСердец часть 1: — Дневники одиночки (2009)
- ПесниТрущобНадеждыРазбитыхСердец часть 2: — Оттенки любви (2014)

### Концертні альбоми
- С. С. О. К. (концерт в клубе «Полигон») (2000)
- Людям планеты... (2003)
- Х лет против (2007)

### EP та сингли
- Бойся видя (1999)
- Навсегда (2005)
- Шлюха (2006)
- EP (интернет-EP) (2009)
- Вор (2014)

### Видеокліпи
- Бойся видя (1999)
- Аппликация (2001)
- Он не придет (2001)
- Мой Маленький Мир (2001)
- Учи Меня (2001)
- Убей мента (2001)
- Сид Spears (2002)
- Бесконечный стук шагов (2003)
- Революция себя (2003)
- Лезвием сердца (2004)
- Навсегда (2005)
- Шлюха (2006)
- Мишень (2009)
- Наблюдатель за наблюдателями (2010)